# Société savante
 (octobre 2022).
Une société savante, qui souvent aussi portait le nom de société d'émulation, est une association d’érudits ou de scientifiques de plusieurs disciplines : lettres, sciences et arts.
Une société savante est généralement une association regroupant des experts et des amateurs éclairés qui font et publient des travaux de recherche originaux (souvent publiés dans une revue éditée par l'association elle-même). Par leurs travaux et leur réflexion, ces sociétés font avancer la connaissance dans leur domaine d'activité et jouent souvent un rôle important d'archivage et valorisation de savoirs et savoir-faire locaux.
Elles travaillent souvent avec les musées, les écoles, universités, et en relation avec d'autres sociétés savantes ou des experts faisant référence. En France, elles peuvent faire don de leurs fonds aux archives départementales.
Il existe également des sociétés savantes nationales qui fédèrent la communauté scientifique d'une discipline au sens large : chercheurs, enseignants, étudiants, amateurs… Des fédérations de sociétés savantes nationales d’un même domaine scientifique existent à l’échelle européenne ou internationale.
En France, entre 1861 et 1992, se tenait à Paris un Congrès annuel des sociétés savantes (sous l'égide du ministère de l'Instruction publique).
En 1993, il est devenu « Congrès national des sociétés historiques et scientifiques », et entre-temps, il a parfois été aussi nommé « Congrès des sociétés savantes, Congrès des sociétés savantes de Paris et des départements de France, Comité des travaux historiques et scientifiques, Congrès national des sociétés savantes ».

## Sociétés savantes nationales et internationales
En France, certaines sont très importantes comme la Société mathématique de France ou la Société française de physique. Elles organisent des conférences et des congrès, décernent des prix et allouent des bourses.
En Europe, de nombreuses sociétés savantes nationales d’un même domaine sont structurées en fédération, qui organisent des congrès à l’échelle européenne, ouverts aux chercheurs de nombreux pays, par exemple :
- La Société mathématique européenne, dont sont membres la Société mathématique de France, la Société de mathématiques appliquées et industrielles et la Société française de statistique ;
- La Fédération européenne des sociétés de biochimie (en anglais : Federation of European Biochemical Societies) (FEBS), dont la Société française de biochimie et de biologie moléculaire est la branche française (SFBBM) ;
- La Société européenne de physique, dont est membre la Société française de physique ;
- La Fédération européenne des sociétés d'immunologie (en anglais : European Federation of Immunological Societies) (EFIS), dont est membre fondateur la Société française d'immunologie ;

Il en est de même à l'échelle internationale, regroupées en fédérations ou unions scientifiques :
- Union mathématique internationale (en anglais : International Mathematical Union) (IMU) ;
- Union internationale de chimie pure et appliquée (IUPAC) ;
- Union internationale de biochimie et de biologie moléculaire (en anglais : International Union of Biochemistry and Molecular Biology) (IUBMB), à laquelle sont affiliés les membres de la SFBBM ;
- Union internationale des sociétés d'immunologie (en anglais : International Union of Immunological Societies) (IUIS), dont est membre fondateur la Société française d'immunologie ;

Elles jouent souvent des rôles importants :
- dans la définition de standards internationaux telle que la nomenclature de l'UICPA des molécules chimiques ;
- l'attribution de prix prestigieux, comme la médaille Fields en mathématiques par l'IMU.

## Histoire
En France, l'essor des sociétés savantes date du XVIIIe siècle ; ces associations ont beaucoup contribué au rayonnement de la science dans les régions françaises, et à la diffusion des thèmes chers au siècle des Lumières. Elles ont parfois réuni d'importants fonds d'archives de grand intérêt historique et scientifique.
Adeptes du travail collaboratif, elles se réunissent autour de thèmes divers concernant souvent l'étude du patrimoine culturel régional et en particulier le patrimoine paléontologique et archéologique. L'archéologie était autrefois appelée « antiquité », d'où le nom de sociétés d'antiquaires qui était porté par des groupes d'historiens et parfois de archéopaléontologues.
Certaines sociétés ont constitué d'importantes bibliothèques, notamment par échanges et acquisition réciproques d'ouvrages et revues avec de nombreuses autres sociétés correspondantes, dont certaines aujourd'hui disparues ou situées dans de nombreux pays étrangers (documents qu'on ne trouve pas à la Bibliothèque nationale de France).
Récemment, elles ont étendu leur champ de recherche, par exemple vers l'écologie, la sociologie du travail ou l'histoire syndicale et industrielle.
Les correspondances des sociétés savantes sont elles-mêmes devenues des témoins historiques intéressants.

## Soutiens

### Publics
En raison de la richesse et parfois de la fragilité de leur patrimoine, certaines de ces sociétés bénéficient encore d'un certain soutien du Comité des travaux historiques et scientifiques en France. Celui-ci publie, à travers sa fondation (la fondation des travaux historiques et scientifiques, abritée par l'Académie des sciences morales et politiques) chaque année un appel à projets qui permet aux sociétés savantes de bénéficier d'aides financières. Par ailleurs, il organise des journées d'études afin d'apporter des réponses aux problèmes que les sociétés savantes rencontrent (le numérique, la gestion du patrimoine, etc.) : tous les documents présentés à l'occasion de ces moments de réflexion sont mis à la disposition du public grâce au forum des sociétés savantes.
Ces sociétés peuvent, lorsqu'elles disposent de fonds précieux, être aidées pour les numériser. Ainsi en France, la base Gallica a-t-elle numérisé des périodiques des sociétés savantes de Lorraine et d’Aquitaine, aux frais de la Bibliothèque nationale de France, les rendant ainsi accessibles et téléchargeables gratuitement sur Internet.

### Privés
De nombreuses sociétés savantes en lien avec l'agriculture, l'alimentation et la médecine sont parrainées par des groupes industriels (lobbys). Par exemple, en 2017, la Société française de nutrition a reçu des dizaines de milliers d'euros de l'industrie agroalimentaire et de l'industrie pharmaceutique. Et les trois quarts du budget de la Société européenne de cardiologie proviennent de l'industrie pharmaceutique.
Les personnes adhérentes d'une société savante paient en général une cotisation. Lorsque la société est déclarée d'intérêt général ou reconnue d'utilité publique, en France, la cotisation ouvre droit à réduction d'impôt (66 % du montant de l'adhésion ou du don).

## Congrès des sociétés savantes

### France
Il existe un annuaire informatique des sociétés savantes de France, créé par le Comité des travaux historiques et scientifiques (CTHS). Sa dernière édition papier date de 1996.
L'hôtel des sociétés savantes (1888-années 1960) était situé au 28, rue Serpente dans le 6e arrondissement de Paris.

#### Congrès national des Sociétés historiques et scientifiques
Le Comité des travaux historiques et scientifiques (CTHS) tient un congrès chaque année dans une ville universitaire française. Le congrès national des Sociétés historiques et scientifiques est interdisciplinaire. Il a pour mission de favoriser les échanges entre :
- la recherche associative ;
- les études doctorales ;
- la recherche universitaire.

Le 139e congrès s'est tenu à Nîmes du 5 au 10 mai 2014 sur le thème « Langages et communication ».

## Tendances et prospectives
À partir des années 2000, un vieillissement des membres des sociétés savantes s'est produit, à la suite de l'arrivée de la génération du papy-boom, et d'un relatif désintéressement des jeunes pour ce type de cadre.
Les progrès de l'informatique et la démocratisation de l'Internet dans les années 1990-2000 ont cependant bouleversé les pratiques de certaines sociétés savantes, et ont notamment permis l'émergence d'une science citoyenne, auxquelles de nombreuses sociétés savantes se sont associées, parfois au travers de nouveaux réseaux internationaux[réf. nécessaire].
Par exemple, alors que l'enseignement de la botanique et des sciences naturelles diminuait dans les universités et écoles au profit de la biologie moléculaire, la génétique paraissant plus rentable, une structure comme Tela-botanica a regroupé en une décennie environ 11 000 botanistes francophones, dans 35 pays ; auto-organisés autour d'outils de travail collaboratif.